# 時岡弘
時岡 弘（ときおか ひろむ、1921年5月9日 - 2009年11月27日） は、日本の法学者。専門は憲法。早稲田大学名誉教授。福井県出身。

## 略歴
- 1921年、福井県に生まれる。
- 1945年9月、拓殖大学卒業。
- 早稲田大学大学院法学研究科修士課程修了。
- 拓殖大学政経学部助教授。
- 同教授。
- 早稲田大学教授。
- 同副総長。

## 著書
- 『地方行政法　現代法学講義』評論社、1971

## 共編著・監修
- 『人権の憲法判例』編　1-4　成文堂　1971-84
- 『法学概説』編著 大山儀雄等著　成文堂　1976
- 『憲法 条解』有倉遼吉共編　三省堂　1980　学説・判例整理シリーズ
- 『図解憲法』編　立花書房　1981　図解法学シリーズ
- 『択一式受験六法　憲法編』（自由国民社、監修、2004-）

## 翻訳
- K.メルクツェル編著『一般国家学概要 イエリネックの一般国家学に基づき,ケルゼン,メンツエル,ベルナチックの学説も考慮に入れて』[1]有倉遼吉,小林孝輔共訳　日新出版　1955

## 記念論集
- 『人権と憲法裁判 時岡弘先生古稀記念』成文堂　1992